# Karl Döring (Diplomat)
Ludwig Karl Döring (* 28. Mai 1917 in Grüna; † nach 1979) war ein deutscher Diplomat.

## Leben
Nach dem Abitur absolvierte Döring ein Studium und trat nach erfolgter Promotion in den auswärtigen Dienst ein. Am 13. Juli 1953 trat er in das Auswärtige Amt ein und war unter anderem Gesandtschaftsrat an der Gesandtschaft in Jugoslawien.
Im Juni 1961 wurde er als Legationsrat Erster Klasse erster Botschafter in Kamerun und bekleidete dieses Amt bis zu seiner Ablösung durch Hanns-Gero von Lindeiner im Jahr 1966. Während seiner dortigen Amtszeit kam es Anfang 1962 zu einem Eklat wegen der Verhandlungen zum Beitrag der deutschen Entwicklungshilfe für Kamerun, wobei der damalige Staatspräsident Kameruns Ahmadou Ahidjo Döring und andere Mitglieder der deutschen Delegation am Abflug aus Yaoundé hindern wollte. Im Zuge dieser Ereignisse erlitt der deutsche Verhandlungsführer und Ministerialdirigent im Bundesministerium für Wirtschaft Hans Albert Görs einen Herzkollaps. Im März 1963 verfasste er einen Bericht im Vorfeld eines Staatsbesuchs von Ahidjo in der Bundesrepublik. Im Anschluss war er als Vortragender Legationsrat stellvertretender Referatsleiter für Wirtschaftsbeziehungen mit dem Osten im Auswärtigen Amt.
Nach einer anschließenden Verwendung als Gesandter und Ständiger Vertreter des Botschafters in Argentinien Anfang der 1970er Jahre wurde er 1973 Nachfolger von Hardo Brückner als Botschafter in Zaire und befasste sich auch in dieser Funktion mit dem Abschluss von Entwicklungshilfeverträgen für die Regierung von Präsident Mobutu Sese Seko sowie einer gerechten Verteilung von Hilfsgütern an Betroffene wie 1977 für die Stadt Kolwezi. Von 1978 bis 1979 war er Botschafter in Neuseeland.